# Luing
Luing est une île du Royaume-Uni située à l'ouest de l'Écosse. Elle est séparée de l'île de Seil au nord, par un détroit, le Cuan Sound.